# 渕野繁雄
渕野 繁雄（ふちの しげお、1949年10月1日 - ）は日本のサクソフォーン奏者。主にレコーディング・スタジオを活動の場とし、スタジオ・ミュージシャンとしてこれまで数多の作品に参加している。

## 人物・略歴
- 1949年 - 福岡県八幡市（現・北九州市）に生まれる[2]。
- 1954年 - 兵庫県姫路市へ移り住む。1956年、姫路市立野里小学校に入学する。
- 1958年 - 佐賀県佐賀市へ移り住む。佐賀市立日新小学校、佐賀市立昭栄中学校を卒業し、1968年に佐賀県立佐賀北高等学校を卒業した後、サックス奏者として福岡市、小倉市などで活動する。
- 1969年 - 20歳のときに上京。サクソフォーン奏者の菊池秀行に師事する。クラブ、キャバレーなどでのバンド活動を行い、1972年には松本英彦率いるグループに参加する。
- 1974年 - 自己のバンドを結成し、新宿ピット・イン、西荻窪のアケタ（アケタの店）などのライブハウスで活動する。同時期、若い演奏家が集まって組織されたSMCオーケストラ（メンバーは土岐英史、大友義雄、高橋知己、向井滋春、高瀬アキ、渡辺香津美、吉田憲二など）にバリトン・サックス奏者として参加する以外にも５、6組のグループに在籍し、同世代の演奏家と交流を深めた。
- 1977年 - バンドを解散し、ジャズ以外の音楽活動を始める。
- 1978年 - 松原正樹の紹介を得て、松原が上田正樹らと結成したグループ″PUSH&PULL″に加入し、この頃R&B、ソウル、ブルースをまったくの初歩から教わる。
- 1980年頃、荒川バンドのライブで一緒に演奏したトランペット奏者兼崎順一の紹介で新田一郎と知り合い、ロックバンド″ホーン・スペクトラム″に加わり演奏を数多く手伝う。

以降、1980年代前半から90年代にかけてスタジオ・ミュージシャンとして東京都内のスタジオで演奏活動をしつつ、山下達郎、吉田美奈子&The Band、ゴンチチなどのライブステージに参加する。
2003年5月20日には、全曲オリジナル曲で構成された初のソロアルバム『Bygone Days』を発表した。
現在もライブを中心とし、精力的に音楽活動を続けている。

## 参加した主なツアーとそのアーティスト
- 1974年 - フレダ・ペイン（英語版）
- 1976年 - スタイリスティックス
- 1978～79年 - 上田正樹バンド
- 1980年 - ゴダイゴ
- 1983～85、89年 - 山下達郎
- 1986年 - 五輪真弓
- 1987年 - シル・ジョンスン
- 1988年 - テンプテーションズ
- 1992年 - 植木等
- 1995年 - スティーヴィー・ワンダー
- 1995～99年 - ゴンチチ
- 1983、95～99年 - 吉田美奈子